# Eorsa
Eorsa es una isla deshabitada, localizada en el archipiélago de las Hébridas Interiores, en Escocia. La isla se encuentra ubicada en el Loch na Keal, en la costa oeste de la Isla de Mull.
La isla es el escenario ficticio de la novela The Bridal Path (1952) de Nigel Tranter, llevada al cine con el mismo nombre en 1952.
- Datos: Q2746292
- Multimedia: Eorsa / Q2746292